# Rafael Wilczek
Rafael Wilczek (* 11. August 1981) ist ein ehemaliger deutscher Basketballspieler.

## Werdegang
Im Laufe der Saison 1999/2000 wurde Wilczek bei Bayer Leverkusen in drei Partien der Basketball-Bundesliga eingesetzt. Der 1,98 Meter große Flügelspieler verstärkte später den Garather SV, zur Saison 2003/04 stieß er zum Zweitligisten BSG Grevenbroich und stand in diesem Spieljahr in 22 Begegnungen auf dem Feld. Wilczek spielte bis 2006 für Grevenbroich.
Wilczek setzte seine Laufbahn beim Willicher TV fort. 2008 wechselte er zu den mittlerweile ebenfalls in der Regionalliga antretenden Bayer Giants Leverkusen, 2009 schloss er sich dem TuS 82 Opladen an. Von 2013 bis 2016 spielte er beim Leichlinger TV.